# Vladimír Ira
Vladimír Ira (* 25. října 1952 Písek) je samostatným vědeckým pracovníkem Geografického ústavu SAV v Bratislavě v oblasti humánní geografie a regionální geografie. Dlouhodobě se zaměřuje zejména na behaviorální geografii, geografii času, urbánní geografii a environmentální geografii. V Geografickém ústavu SAV působí od roku 1981, v letech 2006 až 2016 byl jeho ředitelem.

## Život
V letech 1971 až 1976 studoval studijní obor geografie na Prírodovedecké fakulty Univerzity Komenského v Bratislavě. Titul docent získal v roce 2007 na Fakulte humanitných a prírodných vied Prešovskej univerzity v Prešove a titul profesor v roce 2011 na Prešovskej univerzite v Prešove. Jako hostující vědecký pracovník působil i ve Velké Británii (Univerzita v Cambridge v letech 1994–1995) a Švédsku (Univerzita v Göteborgu v roce 2001).
Práce v zahraničí mu umožnila přenést nové poznatky z geografického výzkumu vztahu „člověk-prostředí“ do vědeckého prostředí v Česku a na Slovensku. Je autorem nebo spoluautorem 15 vědeckých a 9 odborných monografií, 26 kapitol v monografiích, 69 článků v časopisech a dalších publikací, na které získal téměř 1600 ohlasů, z toho 405 je evidovaných v databázích Web of Science a Scopus. Velmi aktivní byl v rámci pedagogické činnosti na více pracovištích: Prírodovedecká fakulta Univerzity Komenského, Academia Istropolitana, Fakulta sociálnych a ekonomických vied Univerzity Komenského, Přírodovědecká fakulta Univerzity Palackého v Olomouci a Pedagogická fakulta Jihočeské univerzity v Českých Budějovicích. V rámci doktorského studia pod jeho vedením úspěšně dokončilo studium 7 absolventů, u dalších dvou úspěšných absolventů byl školitelem specialistou.
Je aktívním členem redakčních rad 12 mezinárodních a domácích časopisů. Působí v mnoha vědeckých společnostech: Slovenská geografická spoločnosť pri SAV, Česká geografická společnost, The Association of American Geographers, Spoločnosť pre trvalo udržateľný život v Slovenskej republike, Slovenský národný komitét programu UNESCO Človek a Biosféra Slovenský národný komitét programu UNESCO MOST, Slovenská asociácia Rímskeho klubu, Advisory Board Global Urban Development (Washington, DC).
Za svou činnost získal celou řadu mezinárodních i domácích ocenění.

## Přehled ocenění
- Global Security Fellowship, University of Cambridge, Cambridge, Veľká Británia, 1994–1995
- Salzburg Seminar Fellowship (Sustainable Rural Community Development – Session 353), Salzburg Seminar, Salzburg, Rakousko 1998
- Svenska Institutet Gest Scholarship, Göteborg Universitet, Göteborg, Švédsko, 2001
- Ocenenie za aktívny, tvorivý prínos a podporu aktivít orientovaných na implementáciu trvalo udržateľného rozvoja na Slovensku, UNDP – MŽP SR – REC, 2001
- Hubert H. Humphrey Fellowship, University of Minnesota, Minneapolis, USA, 2002
- Cena SAV za vedecko-výskumnú činnosť (za výsledky v oblasti spolupráce s VŠ), 2008
- Pamätná medaila Fakulty prírodných vied UKF v Nitre, 2009
- Cena Slovenskej akadémie vied za vedecko-popularizačnú a vzdelávaciu činnosť, 2010
- Čestná plaketa SAV Dionýza Štúra za zásluhy v prírodných vedách, 2012
- Čestné členství České geografické společnosti, 2018
- Pamätná medaila pri príležitosti 100. výročia založenia Univerzity Komenského v Bratislave, 2019